# Ferdinando Foggi
Ferdinando Foggi (Livorno, 11 settembre 1787 – Pisa, 18 ottobre 1859) è stato un matematico italiano.

## Biografia
Sulla vita di Ferdinando Foggi si hanno informazioni frammentarie. Era figlio del giurista Francesco e di Anna Barigazzi. Nel 1811, già iscritto all’Università di Pisa, fu ammesso alla neonata Scuola Normale, Classe di Lettere e Scienze . Laureatosi prima in Legge e poi in Matematica, si dedicò all’insegnamento presso l’Università di Pisa: dal 1819 al 1830 fu professore di Geometria, Aritmetica e Trigonometria, poi di Analisi dei finiti fino al 1843, anno in cui fu nominato professore emerito .
Fece parte del comitato di accoglienza della Prima Riunione dei Naturalisti, Medici e Scienziati Italiani tenuta a Pisa nel 1839 e partecipò alla Terza Riunione di Firenze nel 1841  . Come il padre, fu membro dell’Accademia Labronica .
Uomo di grande erudizione e dai molteplici interessi, appassionato di archeologia e lingue antiche , si occupò anche della controversa questione della priorità dell’applicazione del pendolo all’orologio, della quale discusse con Eugenio Albèri, curatore della prima edizione nazionale delle opere di Galileo Galilei.
Inventò un nuovo tipo di motore a vapore privo di manovella, brevettato nel 1856 presso il Great Seal Patent Office inglese.
Viaggiò spesso in Inghilterra e in Francia, dove intrattenne rapporti con molti studiosi.

## Archivio
Il Museo Galileo conserva un fondo archivistico , acquisito per donazione nel 1961, che contiene scritti autografi e disegni relativi alla macchina a vapore progettata da Foggi e all’applicazione del pendolo galileiano all’orologio, oltre a una lettera di Eugenio Albèri. Nella biblioteca del Museo è presente una copia del brevetto rilasciato a Foggi nel 1856 dal Great Seal Patent Office.